# Folsomides andinensis
Folsomides andinensis är en urinsektsart som beskrevs av Dìaz och Judith Najt 1984. Folsomides andinensis ingår i släktet Folsomides och familjen Isotomidae. Inga underarter finns listade i Catalogue of Life.